# Ladre per caso
Ladre per caso (Mes trésors) è un film d'azione del 2017 diretto da Pascal Bourdiaux.

## Trama
Parigi. Carole, introversa e bruttina, è un'esperta di computer, mentre Caroline, bella e sensuale, è una ladruncola fallita: le due, che apparentemente non presentano nulla in comune, si incontrano per caso a Ginevra per richiedere gli effetti personali del padre (che nessuna delle due ha mai conosciuto, poiché lasciò le loro madri quando erano neonate), dopo aver ricevuto la triste lettera che comunicava la morte di questo ad entrambe.
Dopo aver appreso dall'avvocato di avere lo stesso padre e quindi di essere effettivamente sorellastre, si recano insieme nella suggestiva località sciistica Courchvel, dove il padre possedeva un modesto ma bello chalet sulle Alpi: da qui tuttavia esce proprio il padre delle due, di nome Patrick che, se all'inizio le spaventa ed innervosisce per averle fatte viaggiare fino a lì, poi offre loro alloggio nello chalet (con un letto a castello comune che le fa sentire ancora più trattate come bambine piccole) e spiega loro di aver in mente un colpo: il furto dei soldi della transazione legata alla vendita di un preziosissimo violino Stradivari risalente al XVIII secolo. Si scopre infatti un notissimo ladro d'arte, che in più informa le figlie che la vendita di questo violino avverrà proprio lì a Courchvel, in un lussuosissimo resort, come "regalo" da parte di una magnate del petrolio miliardaria (di nome Natalia) a suo figlio, un ragazzo molto timido e genietto del violino.
Se all'inizio incerte, alla fine le ragazze accettano, avendo entrambe bisogno di soldi: così tutti e tre, trovati travestimenti di ogni genere, iniziano a trasformarsi in chiunque, riuscendo persino a soffiare lo Stradivari al proprietario (tra l'altro ex complice di Patrick, che poi tradì a San Sebastián, lasciandolo quasi annegare imbavagliandolo in una Mercedes gettata nell'Urumea): infatti questi, di nome Roman, infatuatosi di Carole, con tutto un altro aspetto, dopo averla vista al resort in abito da sera, la invita nel suo attico, sempre a Courchvel.
Ella sta al gioco, finché lui non condivide con Carole la sua jacuzzi e, molto piacente, tenta un approccio con l'unico intento di fare sesso con lei; Carole perciò lo droga e sfugge rubandosi lo Stradivari: tuttavia tornata a casa scopre di aver sbagliato a rubare il violino, dato che ciò di cui hanno realmente bisogno sono i soldi della vendita di esso, così glielo riporta e questa volta respinge Roman, che ci riprova con lei.
Arriva il giorno del compleanno del figlio di Natalia: padre e figlie, con un'incredibile organizzazione, riescono ad intrufolarsi alla grandiosa festa al resort e, tramite scansione dell'iride e documenti falsificati alla perfezione, riescono indirettamente a prendersi tutti i soldi della transizione, un totale di ben €15 milioni, ponendoli in un conto proprio. Tuttavia Carole e Caroline si sentono usate da Patrick e, credendo che questi risparirà dopo il successo del colpo, spostano segretamente l'ingente somma di denaro ancora in un altro conto, uno solamente loro.
Roman, ancora però rancoroso nei confronti dell'ex compagno di crimini Patrick e delle due ragazze, le scopre e le insegue per tutto il grand hotel: qui accorre in loro aiuto Patrick ma, quando Roman, scoprendosi armato, gli punta la pistola contro, Carole e Caroline lo tramortiscono e fuggono col padre su un elicottero; su di esso Patrick spiega che i soldi del colpo in realtà erano sempre stati per le figlie, dimostrando di non voler più interrompere i rapporti con loro, volendo bene alle figlie.
Qualche mese dopo, vediamo Carole, Caroline e Patrick ancora insieme, nuovamente travestiti, al Louvre, intenti ad ammirare un Renoir, il che fa presagire che la loro vita fatta di furti d'opere d'arte non si è affatto conclusa a Courchevel…

## Produzione
Il budget del film è stato di oltre 12 milioni di euro, viste le spese per girare nel reale resort di Courchevel e l'utilizzo di elicotteri ed elementi tipici dello spionaggio avanzato.

### Riprese
Le riprese del film si sono svolte nella vera Courchevel, tra le stazioni sciistiche e le Alpi.

## Distribuzione
Il film è uscito prima nelle sale cinematografiche francesi dal 4 gennaio 2017.
In Italia invece il film non è stato distribuito al cinema, ma è stato pubblicato direttamente in DVD a partire dal 6 dicembre 2017, dalla Eagle Pictures.

## Accoglienza

### Incassi
Il film ha incassato globalmente esattamente 1 764 140 dollari, neanche un terzo del suo budget iniziale.